# Eulasiona unispinosa
Eulasiona unispinosa là một loài ruồi trong họ Tachinidae.